# Centro médico de la Universidad de Arizona
El Centro médico de la Universidad de Arizona (en inglés: University of Arizona Medical Center) anteriormente Centro Médico de la la Universidad - Tucson, es un hospital privado sin fines de lucro de 487 camas en Tucson, Arizona al sur de los Estados Unidos. UAMC tiene dos unidades:. El campus de la Universidad y el Campus Sur. El cambio de nombre en 2011 refleja la necesidad de combinar todos los servicios médicos afiliados a la Universidad de Arizona: Centro Médico de la Universidad, Asistencia sanitaria universitaria, y la Facultad de Medicina. UAMC es parte del campus del Centro de Ciencias de la Salud de Arizona (AHSC), que incluye los Colegios de Medicina, Enfermería, Farmacia y Salud Pública en Tucson, Arizona. Cuando se fundó en 1971, UAMC era parte de la Universidad de Arizona. En la década de 1980, se convirtió en una entidad separada. En 2010, UMC fue reintegrado en la Universidad de Arizona con un nuevo nombre. 